# Ma mère, mon poison
Pour plus de détails, voir Fiche technique et Distribution.
Ma mère, mon poison (Mommy Would Never Hurt You) est un téléfilm américain réalisé par Daniel Lusko, sorti en 2019.

## Synopsis
Riley a été forcée de quitter sa famille à cause d'une mère trop étouffante. Plusieurs années plus tard, elle a un travail et un petit ami, et elle tente de renouer avec sa mère Monica et sa sœur cadette Beth. Elle découvre que les deux femmes ne quittent pratiquement jamais leur maison, car Beth souffre d'une maladie rare et invalidante. Mais Riley est horrifiée de découvrir qu'en fait Beth est en bonne santé et que c'est Monica qui la rend malade, car elle souffre du syndrome de Münchhausen par procuration.

## Distribution
- Kristen Vaganos (VF : Rebecca Benhamour) : Riley[1]
- Zack Gold (VF : Jim Redler) : Aiden[1]
- Libby Munro : Monica
- Micavrie Amaia (VF : Claire Baradat) : Beth
- Megatran Roy (VF : Grégory Quidel) : Tom
- Christian Omari (VF : Laura Zichy) : Jean[2],[3]

 Source et légende : version française (VF) sur RS Doublage